# Високи Ујезд (Бероун)
Високи Ујезд (чеш. Vysoký Újezd) је насељено мјесто са административним статусом сеоске општине (чеш. obec) у округу Бероун, у Средњочешком крају, Чешка Република.

## Становништво
Према подацима о броју становника из 2014. године насеље је имало 681 становника.